# Otoyol

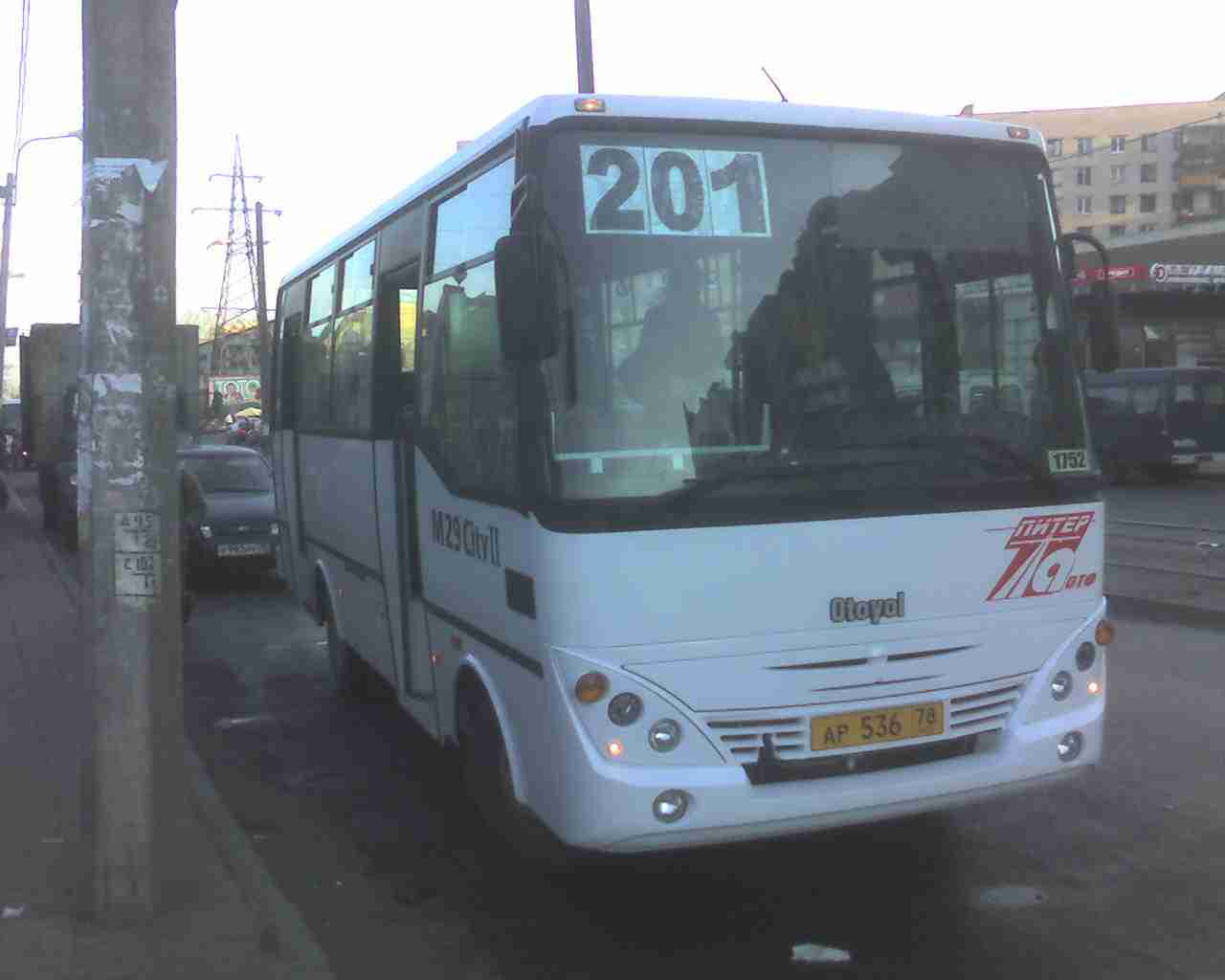
Autobus Otoyol M29 City II w Sankt-Petersburgu, 2007

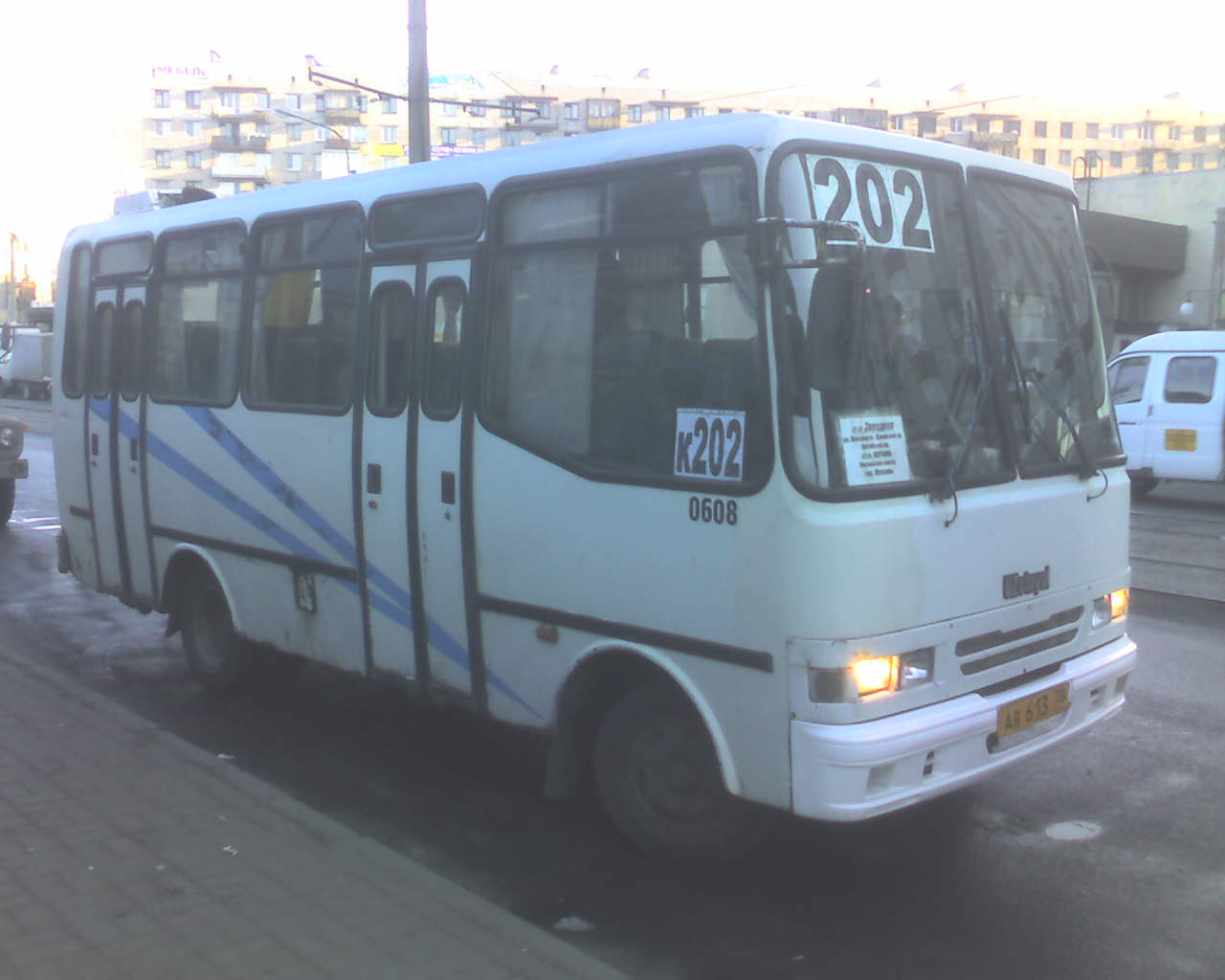
Autobus Uzotoyol M23 HD w Sankt-Petersburgu

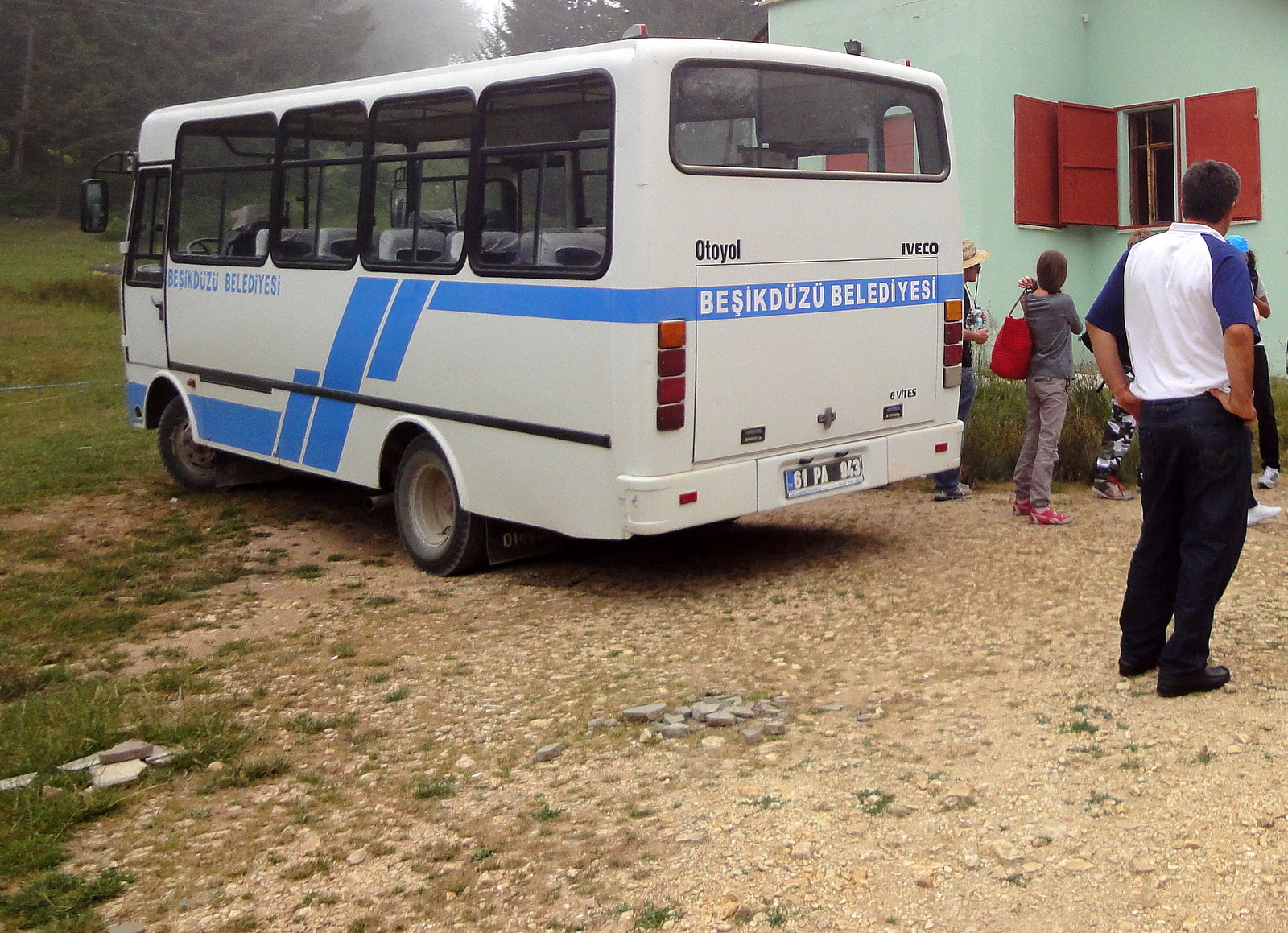
Na szlaku w prowincji Trabzon w Turcji

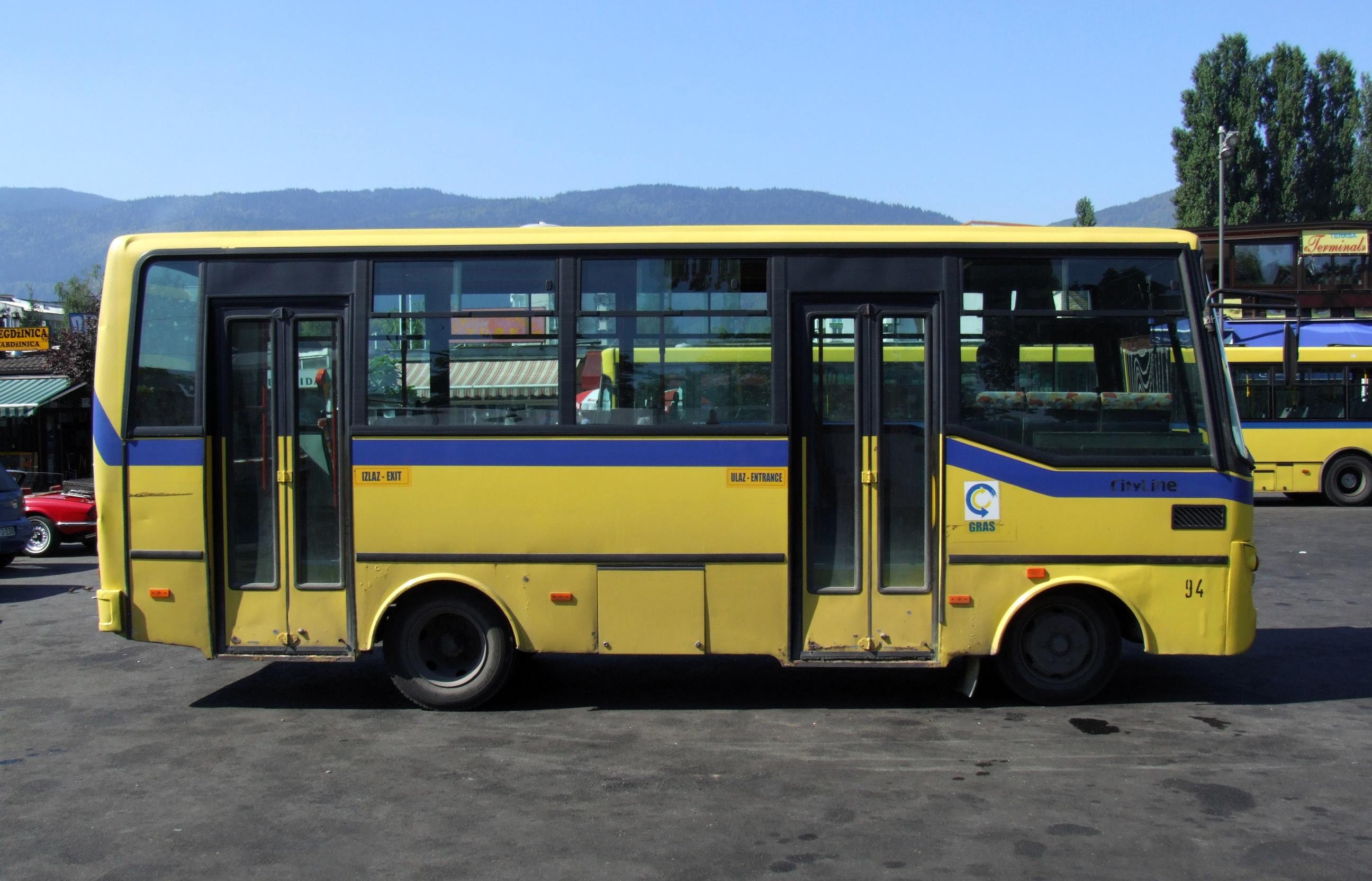
Autobus Otoyol w Ilidžy, Sarajewo

Otoyol – marka tureckich autobusów i ciężarówek z silnikiem Iveco, produkowanych od 1967 do 2007 roku przez przedsiębiorstwo "Otoyol Sanayi A.Ţ." w Stambule.

## Historia firmy
Firma powstała w 1966 roku. Rok później rozpoczęła produkcję samochodów ciężarowych na licencji Fiata. 
Głównym udziałowcem firmy "Otoyol Sanayi A.Ţ." był "Koç Holding" (73%), pozostałe udziały od 1989 roku należały do firmy Iveco (27%). Koncern Iveco sprzedał firmie Otoyol licencję na produkcję kilku swoich samochodów ciężarowych, m.in. Iveco Cargo (były Ford Cargo), Iveco Zeta i Iveco EuroCargo. Ze względu na udziały i licencje firma stosowała wiele podzespołów firmy Iveco, obie udostępniały sobie również sieci dystrybucji produktów.
Na bazie podwozi samochodów ciężarowych Iveco EuroCargo I powstawały autobusy klasy mini i midi. Niektóre z nich były produkowane dla sieci Irisbus. Do 2007 roku model klasy midi Otoyol Eurobus Tector był sprzedawany w tej sieci jako Irisbus Proxys (obecnie pod tą nazwą jest produkowany inny model produkowany w firmie Kapena). 
W latach 1995–1998 autobusy Otoyol były montowane w Polsce. Od 1998 roku samochody ciężarowe i autobusy tej firmy są montowane w Uzbekistanie przez  spółkę "Sam KocArto" pod marką Uzotoyol.
W 2006 roku firma wyprodukowała 4 165 pojazdów, w tym 1 909 midibusów. Na eksport trafiło 925 pojazdów, w tym 578 autobusów klasy midi. Zatrudnienie wynosiło około 600 osób. Do marca 2007 powstało ostatnie 585 pojazdów (235 szt. ciężarówek Otoyol Eurocargo 250E21 oraz 350 autobusów na podwoziu Eurocargo).
Program produkcyjny w ostatnim okresie obejmował:
- Otoyol Daily 35S13 - minibus na podwoziu Iveco Daily 35S13
- Otoyol Eurocargo 250E21 - samochód ciężarowy
- Otoyol EuroCity - autobus na podwoziu Iveco Eurocargo
- Otoyol E27.12 - autobus na podwoziu Iveco Eurocargo
- Otoyol E27.14S/FS - autobus na podwoziu Iveco Eurocargo
- Otoyol Eurobus Tector 31.17 - autobus na podwoziu Iveco Eurocargo
- Otoyol Eurobus Tector 35.17 - autobus na podwoziu Iveco Eurocargo